# Luciano Minguzzi

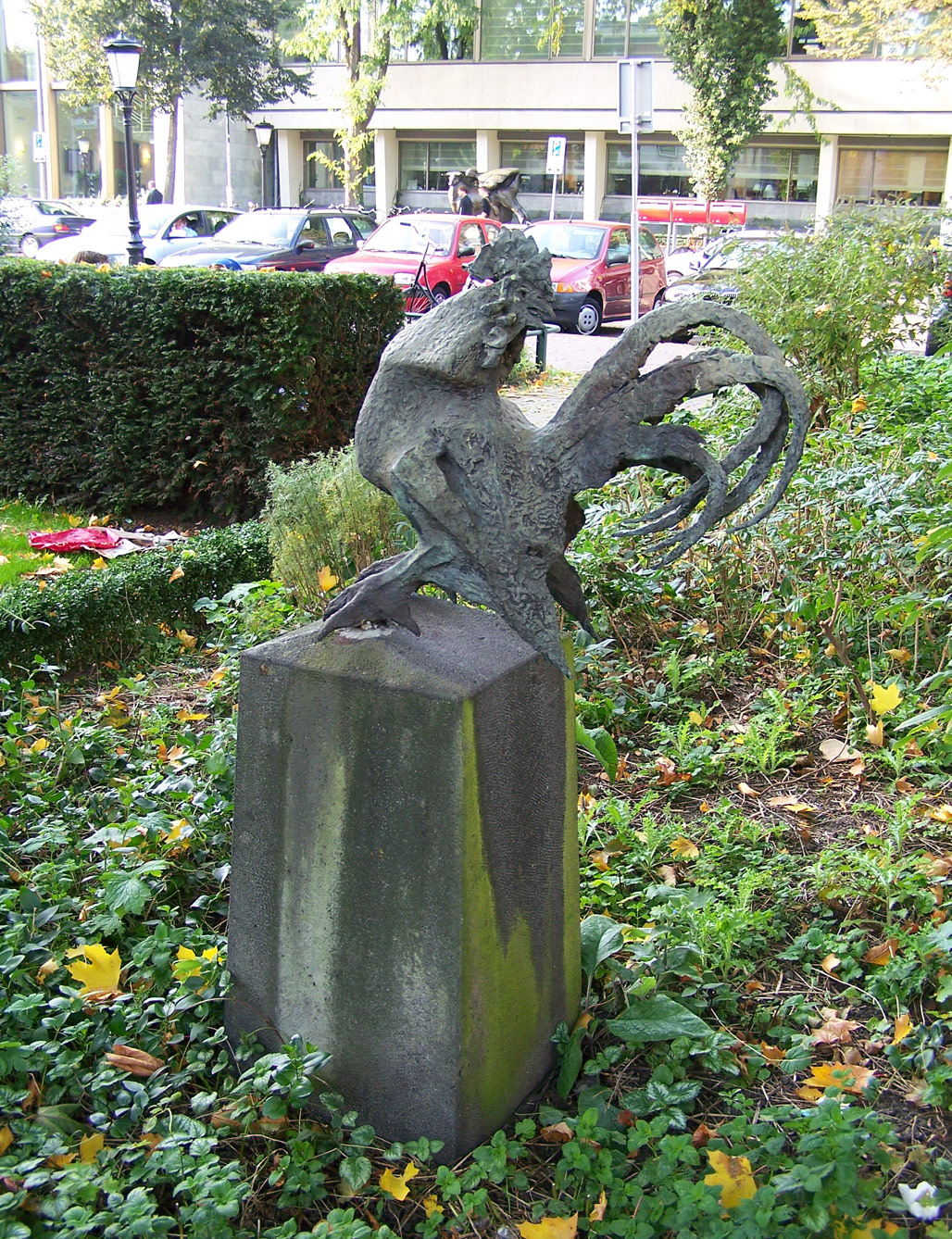
Gallo Nuovo (Neuer Hahn) von Luciano Minguzzi (1954), Mariahoek in Utrecht

Luciano Minguzzi (* 24. Mai 1911 in Bologna; † 30. Mai 2004 in Mailand) war ein italienischer Bildhauer.

## Leben

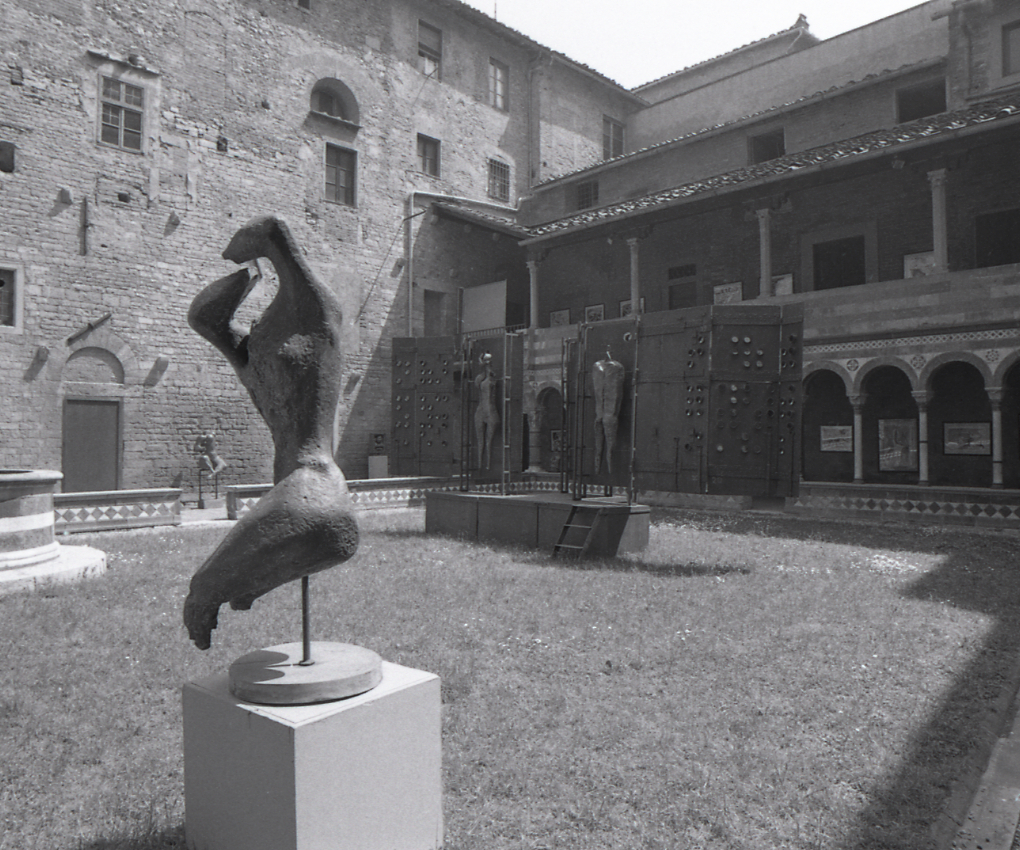
Prato (Toskana), 1971. Foto von Paolo Monti.

Minguzzi, der als Sohn eines Bildhauers geboren wurde, verließ bereits mit 17 Jahren die Schule, um sich an der Kunstakademie einzuschreiben. Von 1931 bis 1935 studierte er an der Kunstakademie in Bologna bei Ercole Drei und Giorgio Morandi. Dank eines Stipendiums konnte er 1934 zwei Jahre in Paris verbringen.
Seinen internationalen Durchbruch schaffte Minguzzi in den 1930er-Jahren. Später unterrichtete er selbst; unter anderem an der Kunstakademie von Padua. 1943 kehrte er dann nach Bologna zurück und wurde im Widerstand aktiv. Nach Ende des Zweiten Weltkriegs gründete er mit Borgonzoni, Ciangottini, Corsi, Mandelli und Rossi 1945 eine Gruppe, die Cronache genannt wurde. Sie beeinflusste das Kulturleben seiner Zeit maßgeblich.
In den 1950er Jahren entstanden in erster Linie weibliche Akte sowie Akrobatinnen in einer verschlungenen voluminösen Darstellungsform. Dabei schloss er Figuren auch symbolhaft in Schreine aus Eisen ein. In den 1960er-Jahren widmete sich der Plastiker auch abstrakte Arbeiten. Von 1956 bis 1975 unterrichtete Minguzzi an der Brera-Akademie in Mailand. Im Jahre 1965 wurde er dann auch an die Salzburger Sommerakademie berufen. Im Jahr 1959 war er Teilnehmer der documenta II in Kassel. Er arbeitete auch als Medailleur und entwarf beispielsweise 1974 die 500 Lire Münze der Republik San Marino.
Zu Minguzzis wichtigsten Arbeiten gehören unter anderem die Gestaltung eines der Tore des Petersdoms in Rom und eines der Tore des Doms zu Mailand. Ihm zu Ehren existiert seit 1996 ein ihm gewidmetes Museum in Mailand. Mehr als 400 weitere Werke sind in Museen in aller Welt ausgestellt. Luciano Minguzzi starb im Alter von 93 Jahren in Mailand.